# 小鹿野町立図書館
小鹿野町立図書館（おがのちょうりつとしょかん）は、埼玉県秩父郡小鹿野町が運営する公共図書館である。

## 歴史
小鹿野町立図書館は小鹿野町が運営する公立図書館である。同町に在住・在勤・在学する者が利用することができる。町立図書館は両神ふるさと総合会館の2階にある。この他に小鹿野文化センター内に分室が所在している。小鹿野町立図書館では移動図書館も運営している。

## 町立図書館
所在地
- 埼玉県秩父郡小鹿野町両神薄2713-1（北緯36度0分42.9秒 東経138度58分17.5秒 / 北緯36.011917度 東経138.971528度）

アクセス
- 西武秩父駅より小鹿野町営バスに乗車、「郵便局前」にて下車、バス停より徒歩約1分。[1]

休館日
- 毎週月曜日 - この他、例外あり。[2]

開館時間
- 10時00分～18時00分

## 小鹿野文化センター分室
所在地

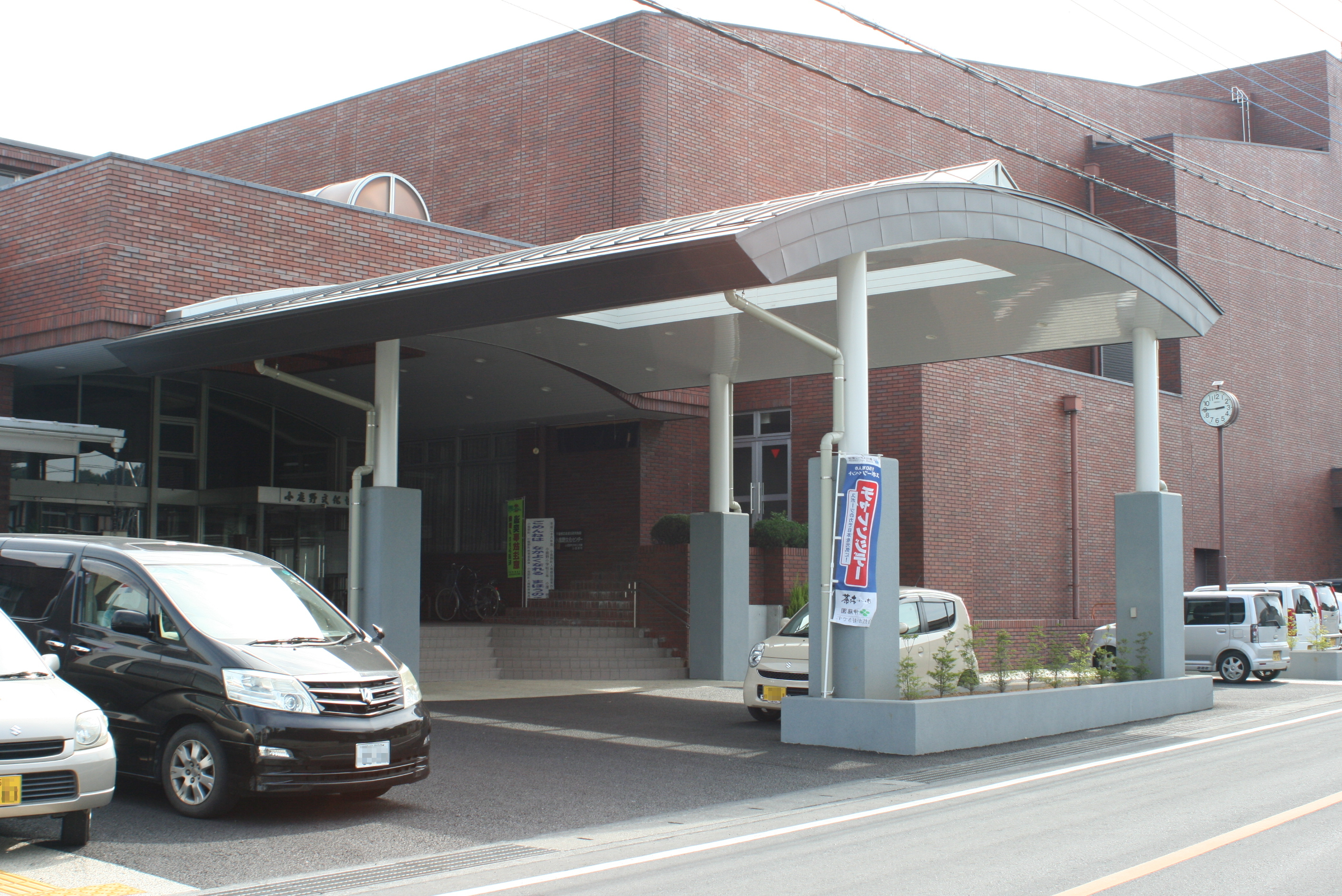
小鹿野文化センター（町立図書館分室はこの2階）

- 埼玉県秩父郡小鹿野町小鹿野167-1（北緯36度1分4.2秒 東経139度0分21.4秒 / 北緯36.017833度 東経139.005944度）

アクセス
- 西武秩父駅より小鹿野町営バスに乗車、「小鹿野町役場」にて下車、バス停より徒歩にて約3分。[3]

休館日
- 毎週火曜日 - この他、例外あり。[4]

開館時間
- 9時00分～17時00分